# Watsonarctia centralasiae
Watsonarctia centralasiae là một loài bướm đêm thuộc phân họ Arctiinae, họ Erebidae.